# Truck Bed
«Truck Bed» (с англ. — «Кузов грузовика») — песня американского кантри-певца Hardy, вышедшая 15 мая 2023 года на лейбле Big Loud в качестве четвёртого сингла второго студийного альбома The Mockingbird & the Crow. Она была написана Майклом Харди, Эшли Горли, Беном Джонсоном, Хантером Фелпсом.
Песня возглавила кантри-чарт Country Airplay, получила платиновую сертификацию RIAA в США и вошла в итоговый хит-парад кантри-музыки в США за 2023 год.

## История
Основная тема песни — рассказчик, очнувшийся в кузове своего грузовика после опьянения и выражающий свой гнев на ситуацию. Билли Дьюкс из Taste of Country писал: «Ярость Харди не чувствуется до самого последнего припева в этой песне, когда электрогитара с полным дросселем сменяется более мягкой версией, которая пощипывала его, пока он рассказывал о том, как напился до потери сознания во дворе дома своей девушки». Автор Whiskey Riff Брэди Кокс считал, что в песне присутствуют влияния как кантри, так и хэви-метала.
33-летний Hardy (полное имя Майкл Уилсон Харди) из Филадельфии, штат Мисс, написал песню в соавторстве с Эшли Горли, Беном Джонсоном и Хантером Фелпсом; продюсером выступил Джоуи Мой. Песня взята с пластинки Харди The Mockingbird & the Crow, которая стала его первым № 1 в хит-параде Top Country Albums в феврале 2023 года. «Я так благодарен», — говорит Харди Billboard о своей новой коронации на Country Airplay.

## Музыкальное видео
В июле 2023 года Харди выпустил соответствующий клип на песню. В клипе снялись спортсмен-гольфер Джон Дейли, актёр King Bach и футболист Тейлор Леван. Режиссером клипа выступил Джастин Клаф.
Сайт Nashville.com назвал клип гимном вечеринок этого лета и отметил, что видео Hardy «Truck Bed» — это веселый взгляд на вечеринку, которая немного вышла из-под контроля. Созданное самим артистом, снятое в живописных пейзажах Мерфрисборо, штат Теннесси и срежиссированное Джастином Клафом, это видео предлагает визуальный ряд для этой заразительной песни для вечеринок. С первой же секунды видео задает тон старой доброй кантри-вечеринке, к огорчению его второй половинки. Проснувшись на «неправильной стороне кровати грузовика» с похмельем, он вспоминает о бурной вечеринке накануне вечером.

## Коммерческий успех
30 марта 2024 года спустя полгода сингл возглавил кантри-чарт Country Airplay, став третьим чарттопером певца и 12-м его лидером хит-парада как автора песен. «Truck Bed» следует за «Wait in the Truck» (с участием Лейни Уилсон), который занял 2 место в чарте Country Airplay в апреле 2023 года и стал третьим из четырех хитов топ-10. Ранее у него было два хита номер один (№ 1): «Beers on Me», с Дирксом Бентли и Бреландом, доминировал в течение одной недели в апреле 2022 года, а «One Beer» (с Лорен Алайной и Девином Доусоном) — в течение одной недели в декабре 2020 года.
Песня получила 2-кратную платиновую сертификацию в США и вошла в итоговый хит-парад кантри-музыки в США за 2023 год.

## Чарты
| Чарт (2023—2024)                    | Высшая позиция |
| ----------------------------------- | -------------- |
| Канада (Billboard Canadian Hot 100) | 57             |
| Канада (Billboard Country)          | 5              |
| США (Billboard Hot 100)             | 27             |
| США (Billboard Country Airplay)     | 1              |
| США (Billboard Hot Country Songs)   | 6              |

| Чарт (2023)                        | Позиция |
| ---------------------------------- | ------- |
| США (Country Airplay, Billboard)   | 82      |
| США (Hot Country Songs, Billboard) | 35      |

## Сертификации
| Регион                                                                      | Сертификация  | Продажи   |
| --------------------------------------------------------------------------- | ------------- | --------- |
| США (RIAA)                                                                  | 2× Платиновый | 2 000 000 |
| Данные о продажах + прослушиваниях приведены только на основе сертификации. |               |           |